# رودولف كونز
رودولف كونز (بالألمانية: Rudolf Kunz)‏ هو متسابق دراجات نارية ألماني. نافس في سباقات بطولة العالم لفئة 50 سي سي. بدأ المنافسة في بطولة الجائزة الكبرى سنة 1964. أفضل موسم له كان موسم سنة 1970 عندما جاء في المركز الثالث في بطولة العالم لفئة 50 سي سي.